# Saneamento no Brasil

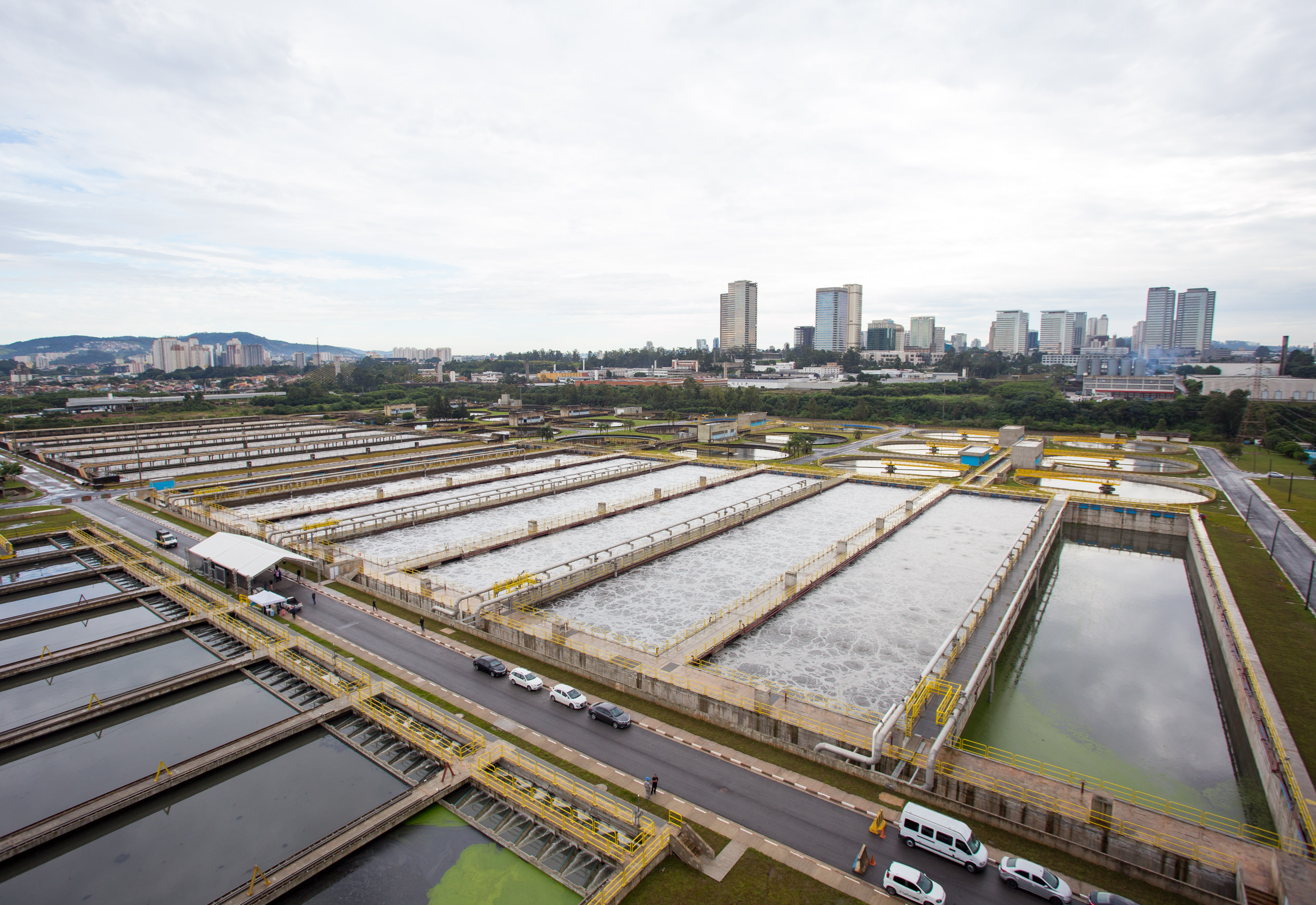
Estação de Tratamento de Esgotos de Barueri, São Paulo.

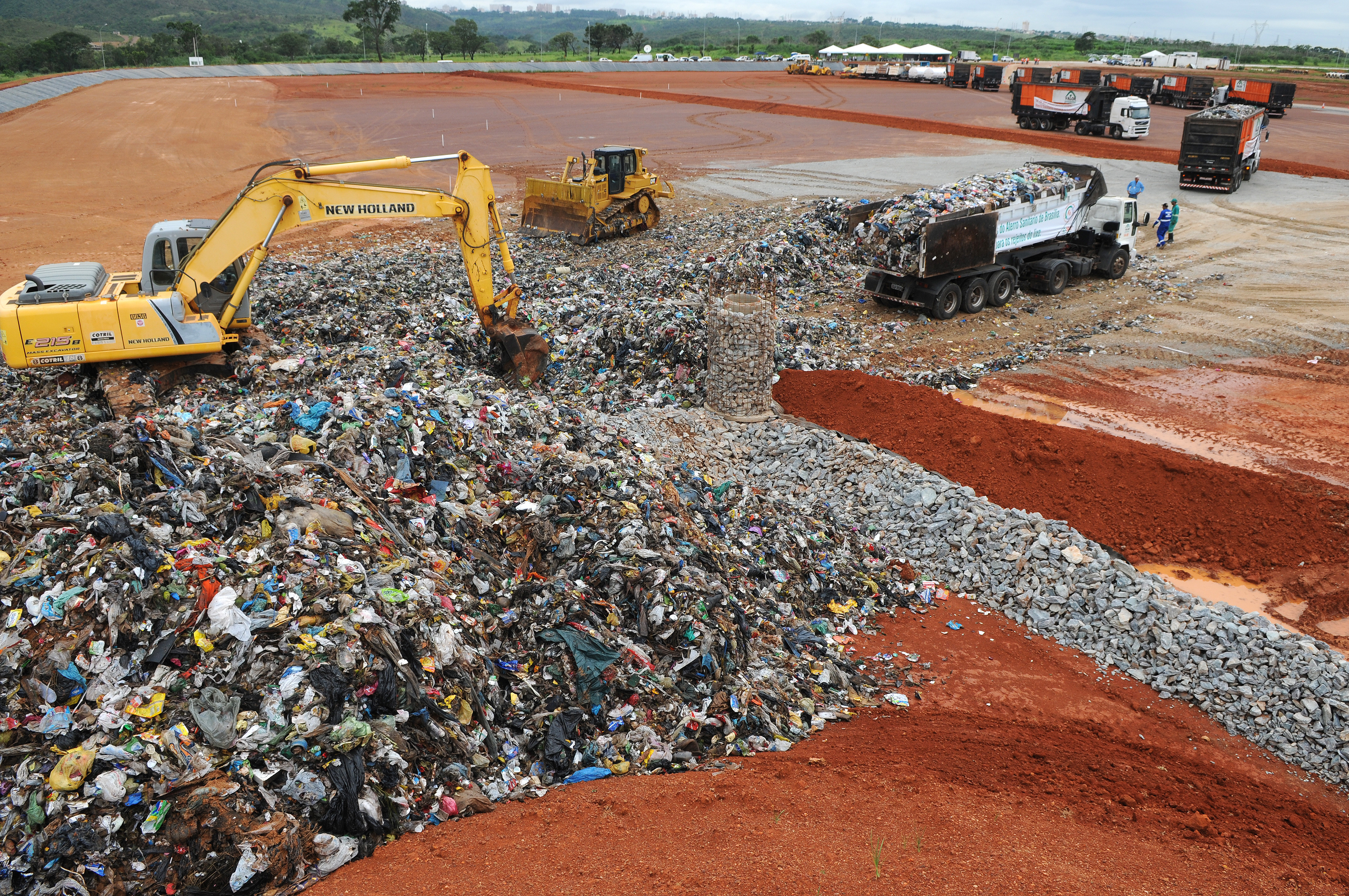
Aterro Sanitário de Brasília, o espaço foi projetado para comportar 8,13 milhões de toneladas de rejeitos

O saneamento no Brasil compreende os serviços de abastecimento de água, esgotamento sanitário, manejo dos resíduos sólidos e limpeza urbana e a drenagem e manejo das águas pluviais urbanas.
Apesar de ter uma das maiores economias e maior disponibilidade de água do mundo, ainda existem profundas desigualdades no acesso à água e saneamento entre as regiões geográficas do Brasil, comunidades rurais e urbanas e domicílios, de sua população de 212 milhões de habitantes, 30 milhões de pessoas (14% da população) não têm acesso a uma fonte de água confiável e segura e 109 milhões de pessoas (51%) não têm acesso a instalações sanitárias domésticas gerenciadas com segurança.
Para o Brasil alcançar as metas de universalização traçadas pelo Plansab, Plano Nacional de Saneamento Básico, é necessário um investimento de aproximadamente R$ 275 bilhões até 2033. Investir em saneamento impacta direta e indiretamente em setores como construção civil, serviços e comércio, tendo em vista que a cada R$ 1 investido em saneamento, o Produto Interno Bruto (PIB) do país aumenta R$ 3,13, de acordo com levantamento da Confederação Nacional da Indústria (CNI).

## Abastecimento de água

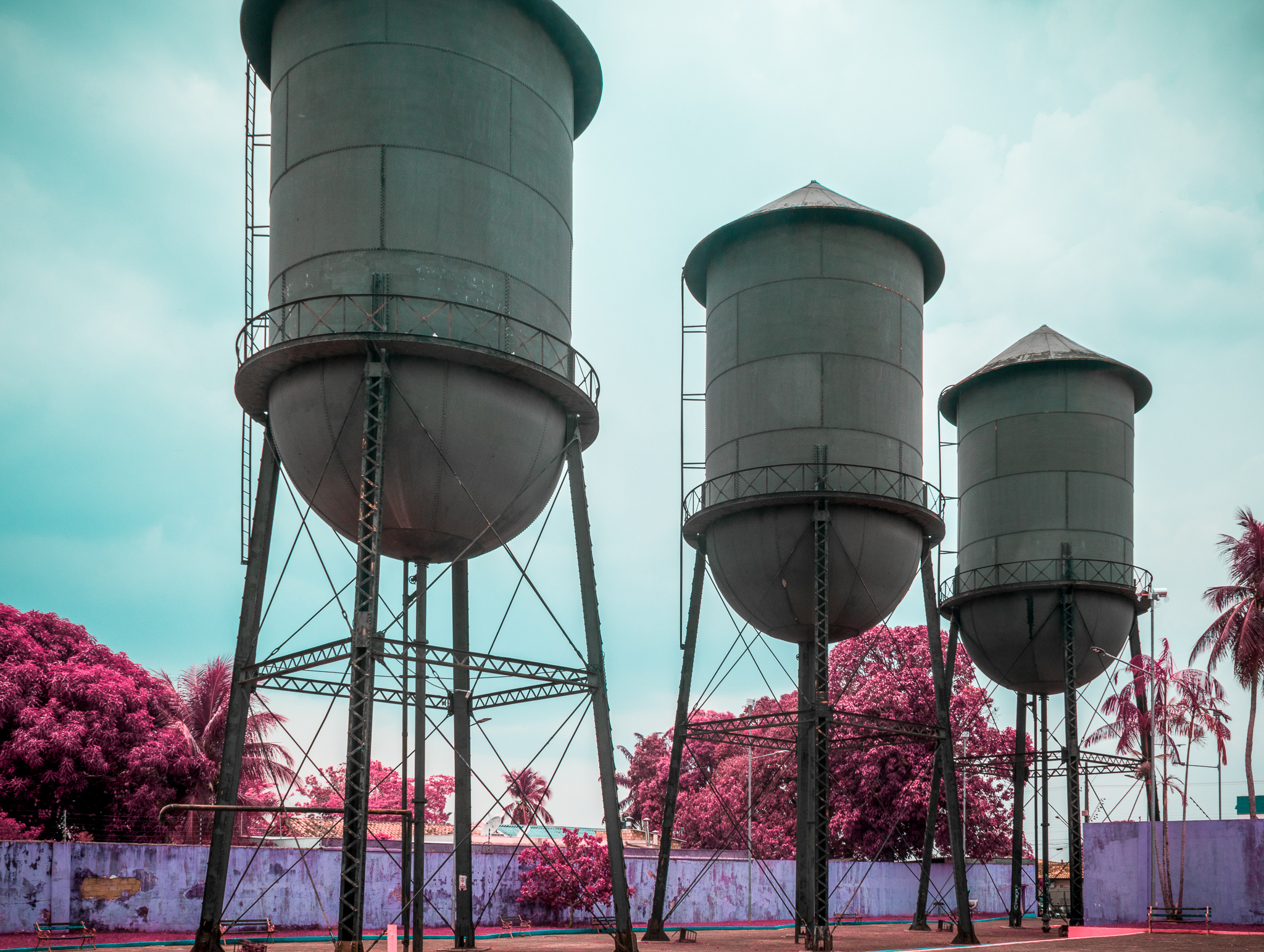
As três caixas d'água, símbolo da cidade de Porto Velho

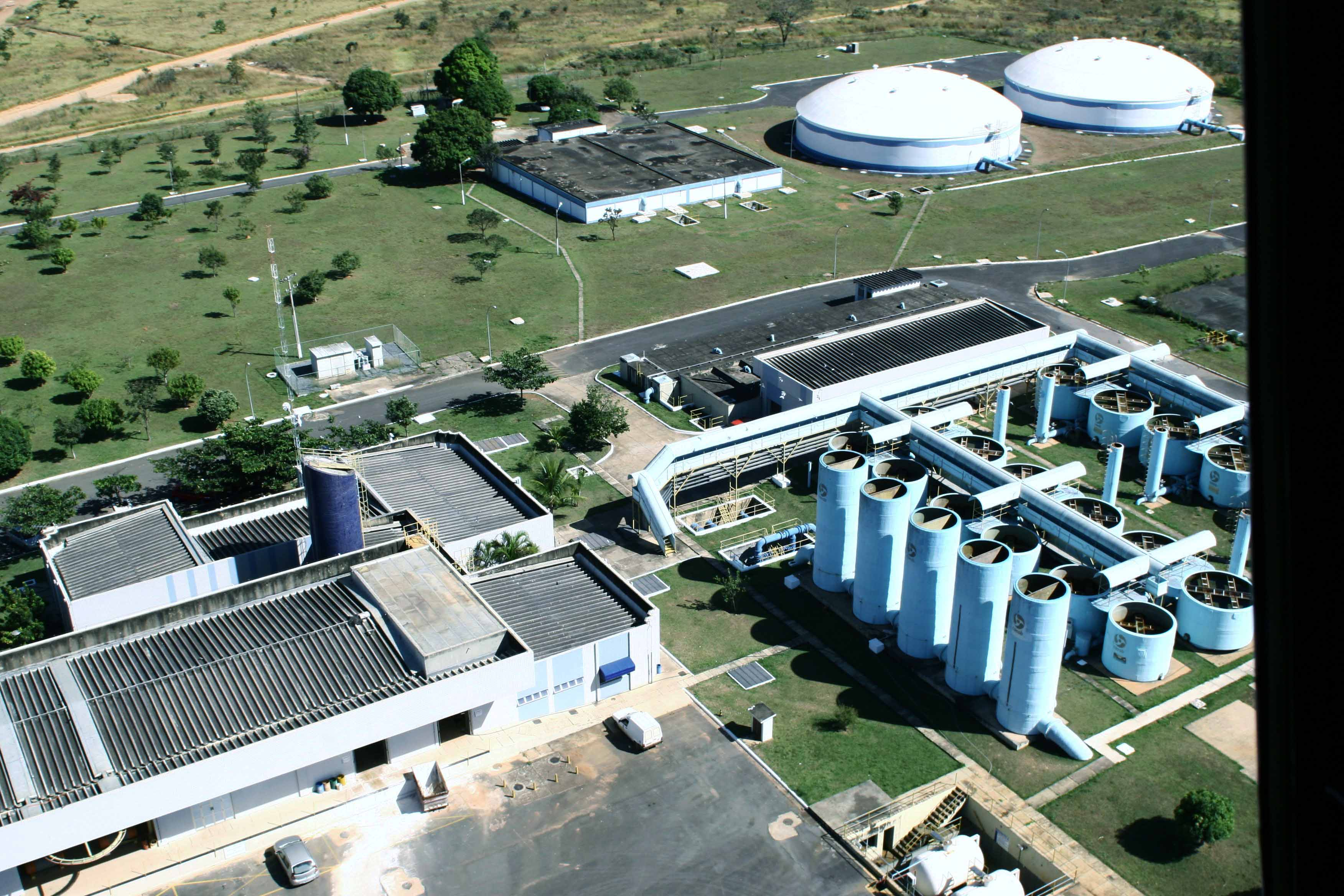
estação de tratamento de água do Pipiripau, em Planaltina

Em 2004, o acesso à água encanada no Brasil ficou na faixa de 90%, enquanto o acesso ao saneamento básico está em 75%. A cobertura é significativamente mais alta nas áreas urbanas, onde vive 84% da população. A cobertura urbana é de 96% para a água encanada e 83% para o saneamento básico, incluindo 53% de acesso a sistemas de esgotos; o restante é referente a soluções alternativas de saneamento básico, como fossas sépticas e poços absorventes. A cobertura em áreas rurais, onde se encontra 16% da população, é bem inferior, sendo 57% para água e somente 37% para saneamento básico. Geograficamente, a cobertura é mais baixa nas regiões mais pobres, principalmente nas áreas rurais do Norte, Nordeste, e Centro-Oeste.
Segundo a Pesquisa Nacional de Saneamento Básico: Abastecimento de Água e Esgotamento Sanitário (PNSB) 2017 de 2020, o percentual de municípios com abastecimento de água por rede chegou a 99,6% (5.548 municípios) em 2017, sendo que essa rede estava em funcionamento em 5.517, paralisada em 22 e em implantação em nove. 5,5% do volume de água distribuído no país não recebe tratamento antes de chegar à população.
Dentre os municípios brasileiros, 43% são abastecidos exclusivamente por mananciais superficiais e 14% possuem abastecimento misto, mas predominantemente superficial, totalizando 3.169 sedes urbanas (57%) e 156 milhões de habitantes (85% da população urbana). 70% das sedes
urbanas atendidas, é observado nos estados do Espírito Santo, Pernambuco, Paraíba, Bahia, Rio de Janeiro e Rondônia. São Paulo, Rio Grande do Sul e Paraná, de forma diversa, contam com grande quantidade de municípios abastecidos por água subterrânea.

### Uso da água
No Brasil, a água é usada principalmente para a irrigação de lavouras, o abastecimento público, atividades industriais, geração de energia, extração mineral, aquacultura, navegação, turismo e lazer.
A demanda por água vem crescendo continuamente ao longo dos anos, com destaque para o abastecimento das cidades, a indústria e a agricultura irrigada, a retirada para irrigação aumentou de 640 para 965 m³/s nas últimas duas décadas.
O país está entre os de maior área de irrigação do planeta, está entre os dez países com maior área irrigada no planeta e tem potencial para aumentar em cinco vezes as lavouras com tecnologias de irrigação. O Atlas Irrigação: uso da água na agricultura irrigada mostra que o país tem 6,95 milhões de hectares (Mha) que produzem alimentos utilizando diferentes técnicas de irrigação.

### Atlas Águas
O Atlas Águas foi elaborado em 2021 pela Agência Nacional de Águas com a colaboração dos prestadores de serviço de abastecimento de água e de parceiros institucionais, atualizando e aprimorando o Atlas Brasil: abastecimento urbano de água (2010). O Atlas 2021 incorpora conceitos e ferramentas do Plano Nacional de Segurança Hídrica (PNSH).

## Esgotamento sanitário

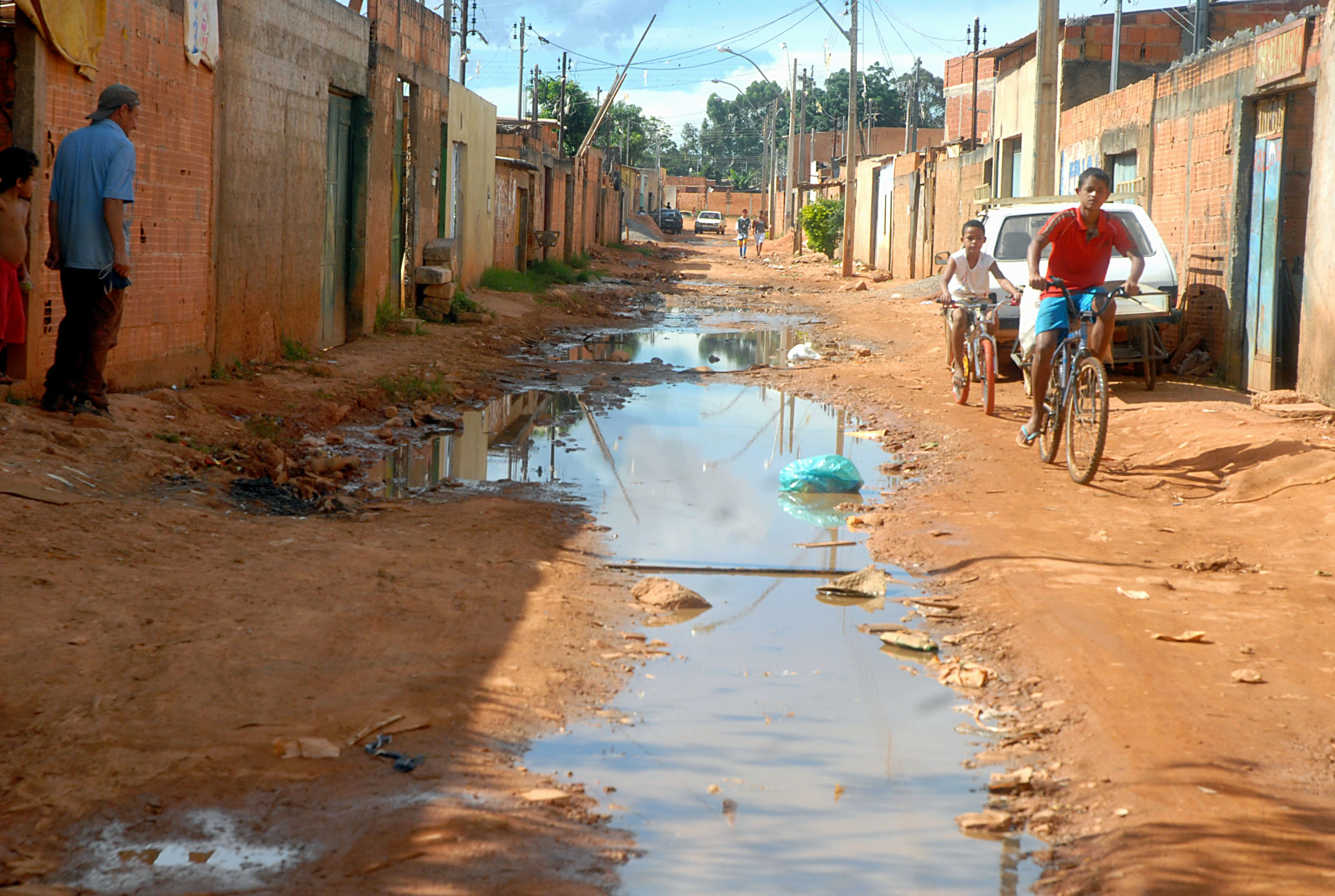
Rua sem coleta de esgoto no Distrito Federal, O Brasil despeja na natureza 5.700 piscinas olímpicas de esgoto sem tratamento por dia

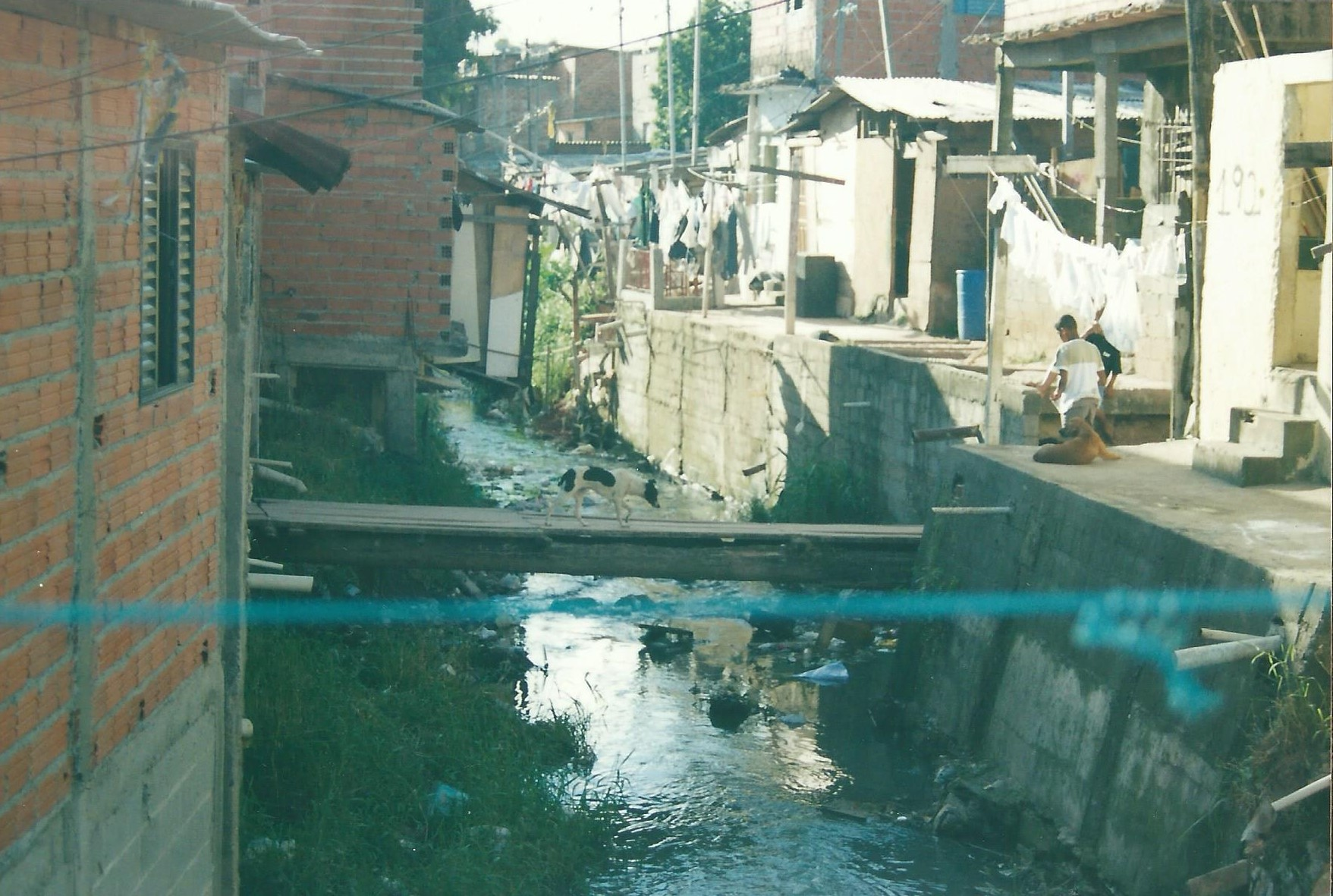
Casas precárias na beira de um córrego, mais de 90% do esgoto das favelas e ocupações das maiores cidades do Brasil são jogados, diretamente, no meio ambiente

O sistema de esgotamento sanitário (SES) é um dos componentes do saneamento básico e compreende um conjunto de obras e instalações
destinadas a realizar o afastamento, o transporte, o tratamento e a destinação final dos esgotos (gerados nas atividades do dia a dia da população), de forma adequada do ponto de vista sanitário e ambiental.
No Brasil, 43% da população possui esgoto coletado e tratado e 12% utilizam-se de fossa séptica, ou seja, 55% possuem tratamento considerado adequado; 18% têm seu esgoto coletado e não tratado, o que pode ser considerado como um atendimento precário; e 27% não possuem coleta nem tratamento, isto é, sem atendimento por serviço de coleta sanitário.
A região Norte tem a menor cobertura de rede de esgoto do país, em 2021 (ano do levantamento mais recente), apenas 14% da população era atendida com rede de esgoto, em Manaus, 3 em cada 4 pessoas não são atendidas por redes de esgoto.
Em 2017, segundo o Atlas Esgotos: Despoluição de Bacias Hidrográficas lançado pela Agência Nacional de Águas e pelo então Ministério das Cidades (atual Ministério do Desenvolvimento Regional), 38,6% dos esgotos produzidos no Brasil não são coletados, nem tratados. Outros 18,8% dos esgotos até são coletados, mas são lançados nos corpos d'água sem tratamento, já os 42,6% restantes são coletados e tratados antes de retornarem aos mananciais, o que é o cenário ideal. Diariamente são produzidas 9.098 toneladas de carga orgânica no país, sendo que 5.516 toneladas chegam aos rios e reservatórios mesmo após o tratamento dos esgotos. Para que o Brasil consiga universalizar os serviços de esgotamento sanitário no Brasil, com base no horizonte de planejamento de 2035, o Atlas Esgoto aponta que são necessários investimentos na ordem de R$ 149,5 bilhões, dos quais R$ 101,9 bilhões precisam ser aplicados em coleta de esgotos, enquanto R$ 47,6 bilhões devem ser empregados no tratamento.
O estudo Ranking do Saneamento 2018, da ONG Trata Brasil, feito com base nos dados mais recentes do Sistema Nacional de Informações sobre Saneamento (SNIS), que se referem ao ano de 2016, revelou que apenas 45% do esgoto gerado no Brasil passa por tratamento, os outros 55% são despejados diretamente na natureza, o que corresponde a 5,2 bilhões de metros cúbicos por ano ou quase 6 mil piscinas olímpicas de esgoto por dia.
O descarte de esgoto no meio-ambiente gera problema ambientais, como a contaminação de rios e de água subterrânea – além do aumento de risco de doenças, como diarreias, verminoses, doenças de pele, entre outras. Segundo o IBGE, 34,7% dos municípios do país registraram endemias ou epidemias de doenças ligadas ao saneamento, a maior parte dos registros é de dengue, diarreia, verminoses, chikungunya e zica, segundo a OMS, diarreias são uma das principais causas de mortalidade em crianças menores de um ano, com 1,7 bilhão de casos.

### Atlas esgotos, despoluição das bacias hidrográficas
Em 2017, a Agência Nacional de Águas em parceria com a Secretaria Nacional de Saneamento Ambiental do Ministério das Cidades elabourou o Atlas esgotos, despoluição das bacias hidrográficas que disponibiliza a análise da situação do esgotamento sanitário de 5.570 cidades brasileiras e dos impactos do lançamento dos esgotos nos rios, lagos e reservatórios do País.

## Manejo dos resíduos sólidos e limpeza urbana
Os municípios são responsáveis diretos pela limpeza urbana e manejo de resíduos sólidos, com elevado índice de terceirização dos serviços de coleta e disposição final, conforme revelam os dados do Diagnóstico de 2014 do Sistema Nacional de Informações sobre Saneamento (SNIS). Segundo o levantamento do SNIS com 3.765 municípios, em grande parte desses municípios os serviços não estão organizados e estruturados adequadamente, e o seu gerenciamento é feito de forma precária, grande parte dos municípios não tem planos diretores ou de gerenciamento, projetos ou qualquer outro mecanismo minimamente satisfatório de planejamento dos serviços, em consequência, a gestão dos serviços geralmente é precária nesses municípios, com grande comprometimento das condições ambientais e sanitárias e de sustentabilidade técnica e econômica da prestação.
Ainda de acordo com o SNIS de 2014, apenas em 40% dos referidos municípios existe alguma forma de cobrança pelos serviços regulares de coleta e destinação final dos resíduos domiciliares e somente em 9% existe cobrança pela coleta e destinação final dos resíduos especiais (não domiciliares).
Dos cerca de 2.700 municípios que prestaram informações ao SNIS de 2014 sobre existência de unidades de disposição final de resíduos, em torno de 26% declararam dispor de aterro sanitário, 26% informaram possuir aterro controlado e 48% possuem "lixões".
Entre as causas relevantes dessa situação estão: a falta de disposição política e a baixa capacidade institucional, administrativa e técnica das gestões municipais, particularmente os de menor porte, para organizar, estruturar e gerir os serviços públicos de saneamento básico de forma adequada, inclusive a instituição de regime de cobrança, mediante taxas e tarifas justas e suficientes para garantir a sustentabilidade técnica e econômica da prestação desses serviços, em especial os serviços de limpeza urbana e
o manejo de resíduos sólidos.
A limpeza urbana é composta pela coleta, o transbordo e o transporte dos resíduos, a triagem, para fins de reuso ou reciclagem, de tratamento, inclusive por compostagem, e de disposição final dos resíduos e a varrição, capina e poda de árvores em vias e logradouros públicos e outros eventuais serviços pertinentes à limpeza pública urbana.
Em 2020, a cobertura de coleta domiciliar atendeu 98,6% da população urbana, com recolhimento estimado em 66,64 milhões de toneladas de resíduos, dos quais 1,9 milhão são coletados de forma seletiva, quanto ao destino dos resíduos, estima-se a recuperação de 1,37 milhão de toneladas, dos quais 1,07 milhão referem-se a recicláveis secos e 0,27 milhão, a recicláveis orgânicos.

### "Lixões"

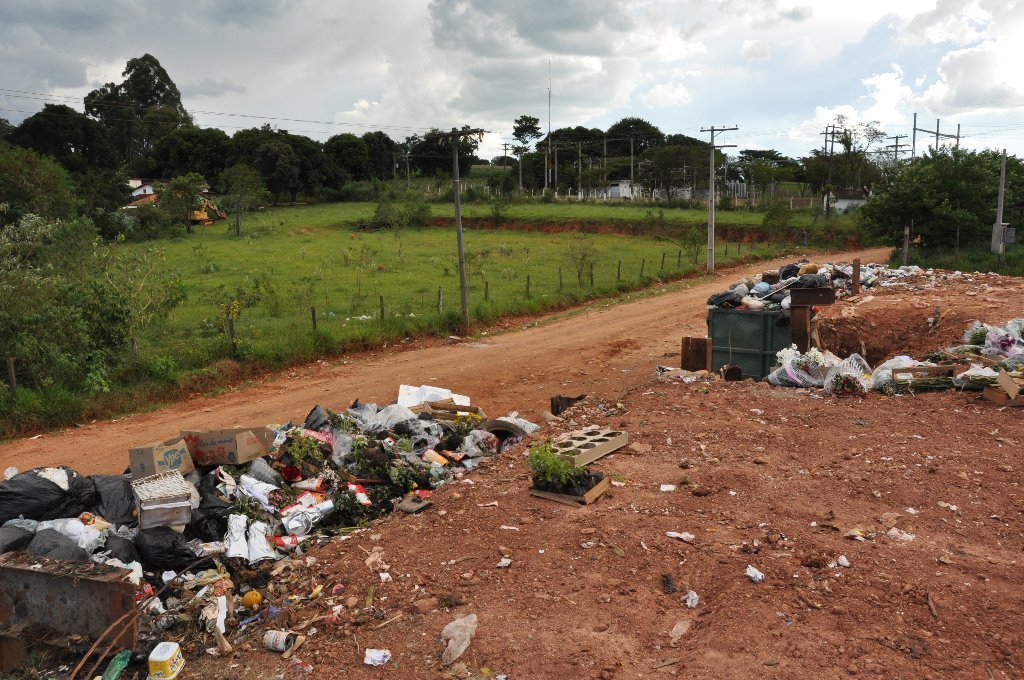
Lixão desativado na cidade paulista de Santo Antônio de Posse, o Brasil ainda descarta 30 milhões de toneladas de lixo em lixões

No Brasil, por ano, 30 milhões de toneladas de lixo são descartados a céu aberto, em aterros irregulares, chamados popularmente de "lixões".
Em 2010, a Política Nacional dos Resíduos Sólidos foi sancionada e deixou a meta de que todos os lixões fossem extintos até 2014, isso não ocorreu e, uma década mais tarde, cerca de 3 mil espaços do tipo ainda funcionavam no país em cerca de 1.600 cidades. segundo relatório da Associação Brasileira de Empresas de Limpeza Pública e Resíduos Especiais (Abrelpe), em 2020 foi aprovado o Novo Marco Legal do Saneamento, com previsão de acabar com os aterros até 2024.
De acordo com o Índice de Sustentabilidade da Limpeza Urbana – ISLU 2022, a região Sul é a única com perspectiva de extinguir totalmente os lixões até 2030, em conformidade com a meta 11.6 dos Objetivos de Desenvolvimento Sustentável (ODS) da Organização das Nações Unidas (ONU) de reduzir o impacto ambiental negativo.
Os cerca de 3 mil lixões que ainda existem no Brasil lançam cerca de 27 milhões de toneladas de CO2 equivalentes por ano, segundo um levantamento feito por especialistas da Orizon Valorização de Resíduos, empresa responsável por fazer a gestão de diversos ecoparques no país.

### Reciclagem no Brasil

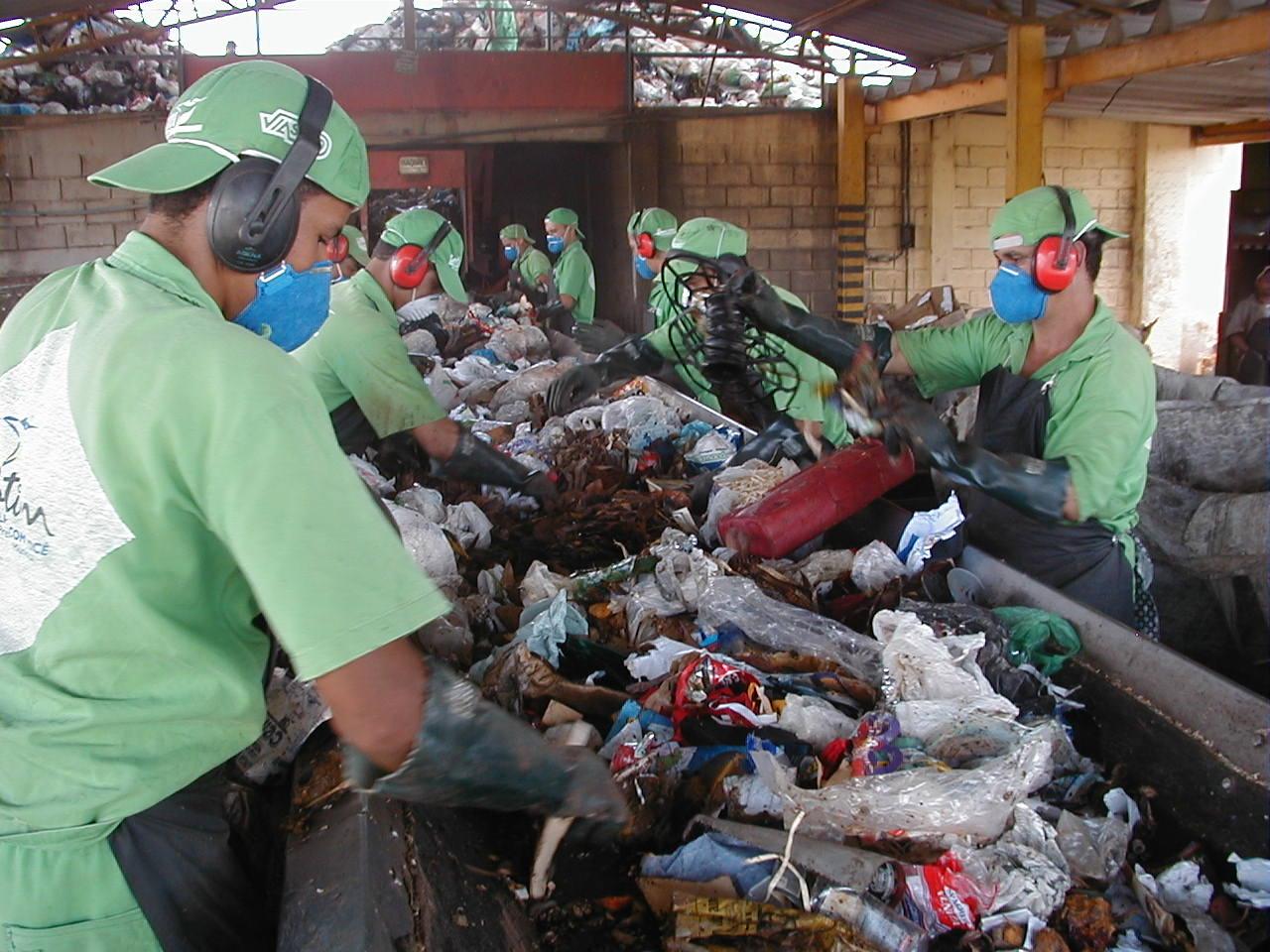
Estação de seleção manual de recicláveis em Minas Gerais. O Brasil produz 27,7 milhões de toneladas anuais de resíduos recicláveis mas recicla apenas 4%

De acordo com a Associação Brasileira de Empresas de Limpeza Pública e Resíduos Especiais (Abrelpe), o Brasil recicla apenas 4% dos resíduos sólidos que poderiam ser reciclados.
Em um levantamento feito pela Abrelpe, em 2019 mostrou que somente os recicláveis que vão para lixões levam a uma perda de R$ 14 bilhões anualmente, que poderiam gerar receita e renda para uma camada de população que trabalha com essa atividade.
Entre os fatores que contribuem para a pouca reciclagem estão a falta de conscientização e de engajamento da população na separação e no descarte seletivo de resíduos, a falta de infraestrutura das prefeituras para permitir que os materiais retornem para o ciclo produtivo, com potencial de recuperação, faltam unidades para descarte separado, coleta seletiva; faltam unidades de triagem; e, por fim, uma estrutura fiscal tributária para permitir que o material reciclável seja atrativo para a indústria. Segundos dados do Sistema Nacional de Informações sobre Saneamento, em uma amostra de 4.900 municípios, 32% têm coleta seletiva de lixo.

## Drenagem e manejo das águas pluviais urbanas

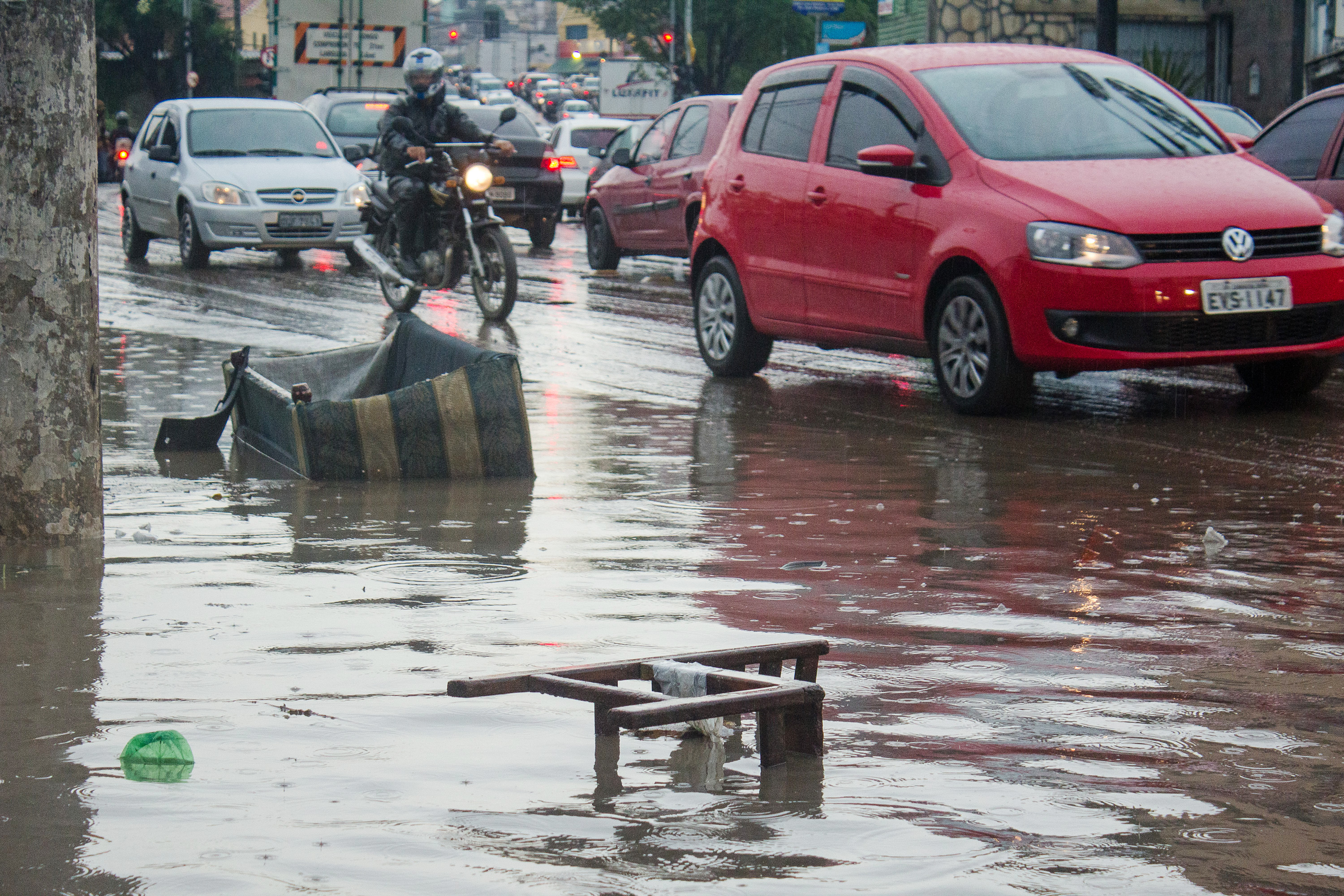
Alagamento em Taboão da Serra, São Paulo

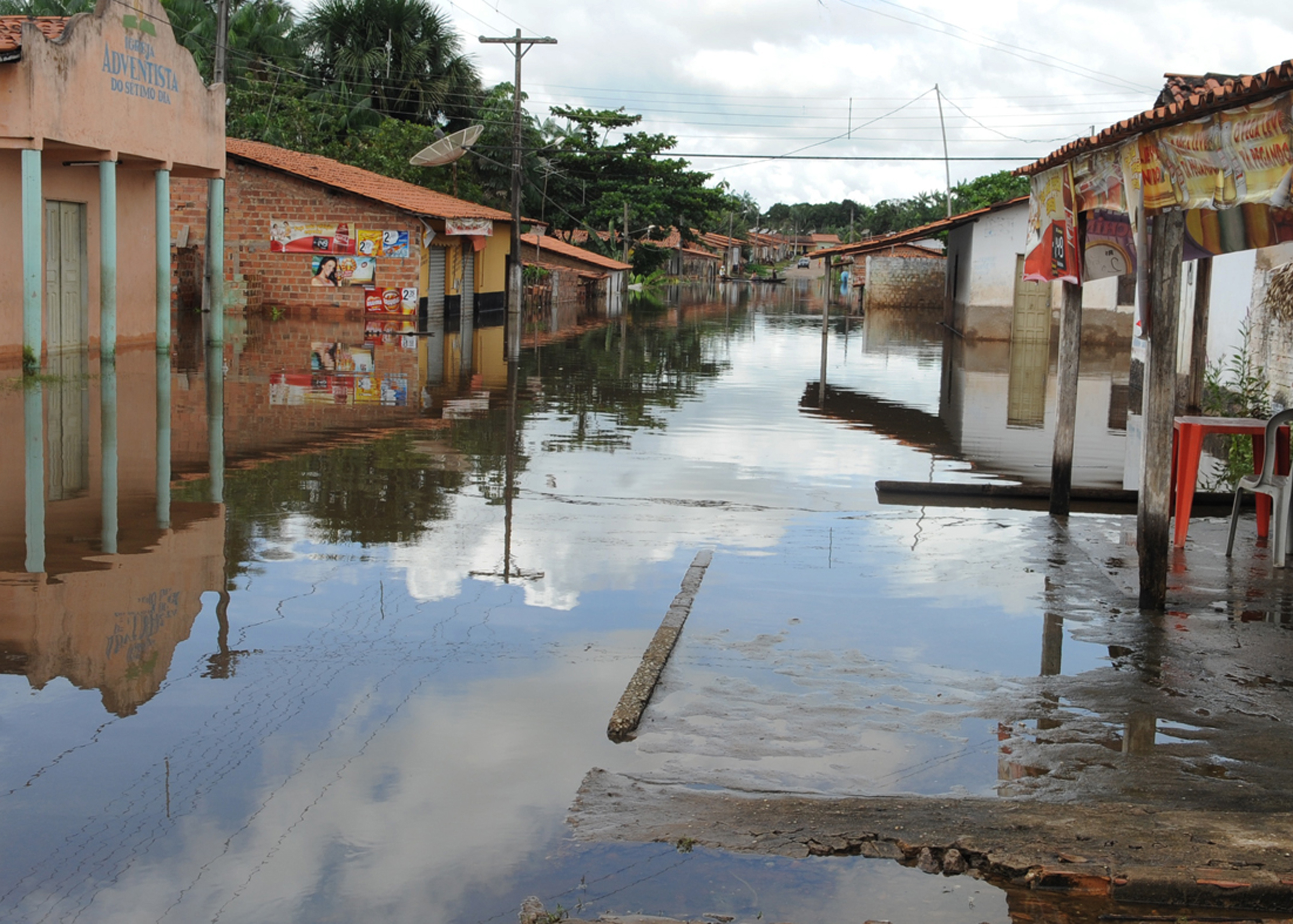
Mesmo sem chuvas há três dias, o nível do rio Itapecuru ainda não baixou e mais de seis mil pessoas já foram afetadas pelas enchentes em Itapecuru Mirim, Maranhão

O serviço de drenagem e manejo de águas pluviais urbanas compreende o conjunto de atividades, infraestruturas e instalações operacionais de transporte, detenção ou retenção para o amortecimento de vazões de cheias, tratamento e disposição final das águas das chuvas drenadas nas áreas urbanas.
A infraestrutura de drenagem pluvial deve ser instalada pelas prefeituras para o escoamento das águas de chuva que, depois de captadas por galerias (as chamadas "bocas de lobo"), são lançadas em um ribeirão ou córrego, sua instalação e manutenção são de responsabilidade do poder público municipal. Lançar a água da chuva nas redes de esgoto sobrecarrega as tubulações e, com isso, podem ocorrer extravasamentos de esgoto nas ruas ou até mesmo dentro das residências; o contrário também é prejudicial: lançar esgoto nas redes pluviais faz com que o esgoto caia nos córregos, causando poluição ao meio ambiente.
A drenagem das águas pluviais ocorre originalmente de forma natural, avançando, por gravidade, dos divisores topográficos das bacias hidrográficas até o deságue em lagos, rios e oceanos, em casos de chuvas intensas sobre bacias hidrográficas com alto nível de urbanização podem manifestar os chamados eventos hidrológicos impactantes, tal como os alagamentos, as enxurradas e as inundações.
Entre 2008 e 2012, as enchentes atingiram cerca de 1.543 municípios, o equivalente a 27,7% das cidades do país, o que resultou em registros de 8.942 ocorrências, que deixaram 1,4 milhão de pessoas desabrigadas ou desalojadas (que tiveram que deixar temporariamente as suas casas) em todo o Brasil.
Dados de 2021 do SNIS, de uma amostra de 4.573 municípios, 66.2% não possuem mapeamento de áreas de risco de inundação, 4% dos domicílios estão sujeitos a risco de inundação e 319,3 pessoas ficaram desabrigadas ou desalojadas devidos a eventos hidrológicos impactantes.

## Responsabilidade, fornecimento e gestão

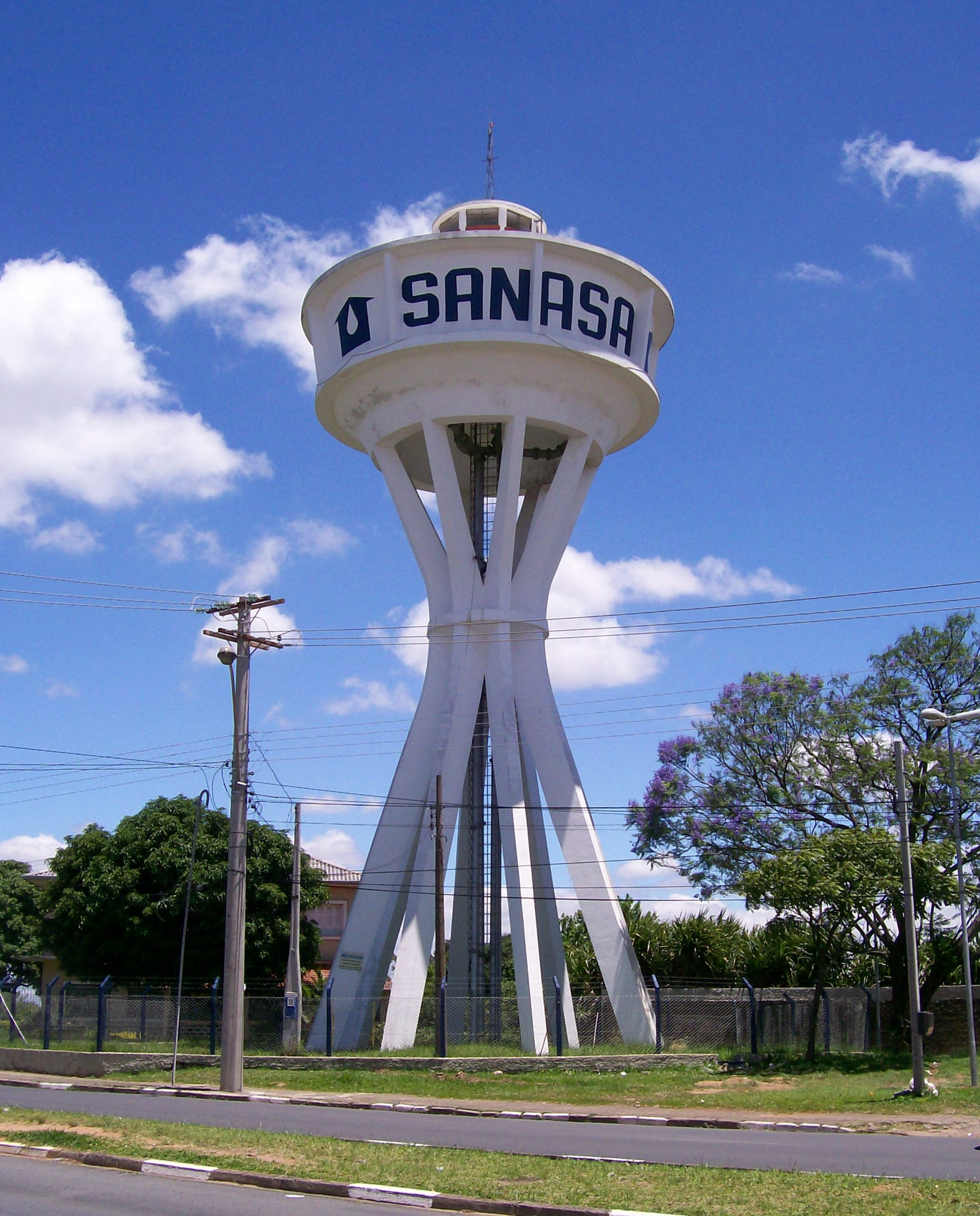
Castelo d'água da SANASA em Campinas, São Paulo

Estação de tratamento de água de Coronel Fabriciano, Minas Gerais

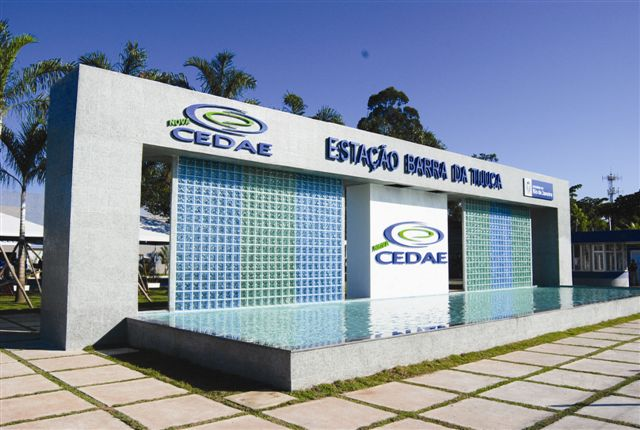
Estação de tratamento da Barra da Tijuca, no Rio de Janeiro

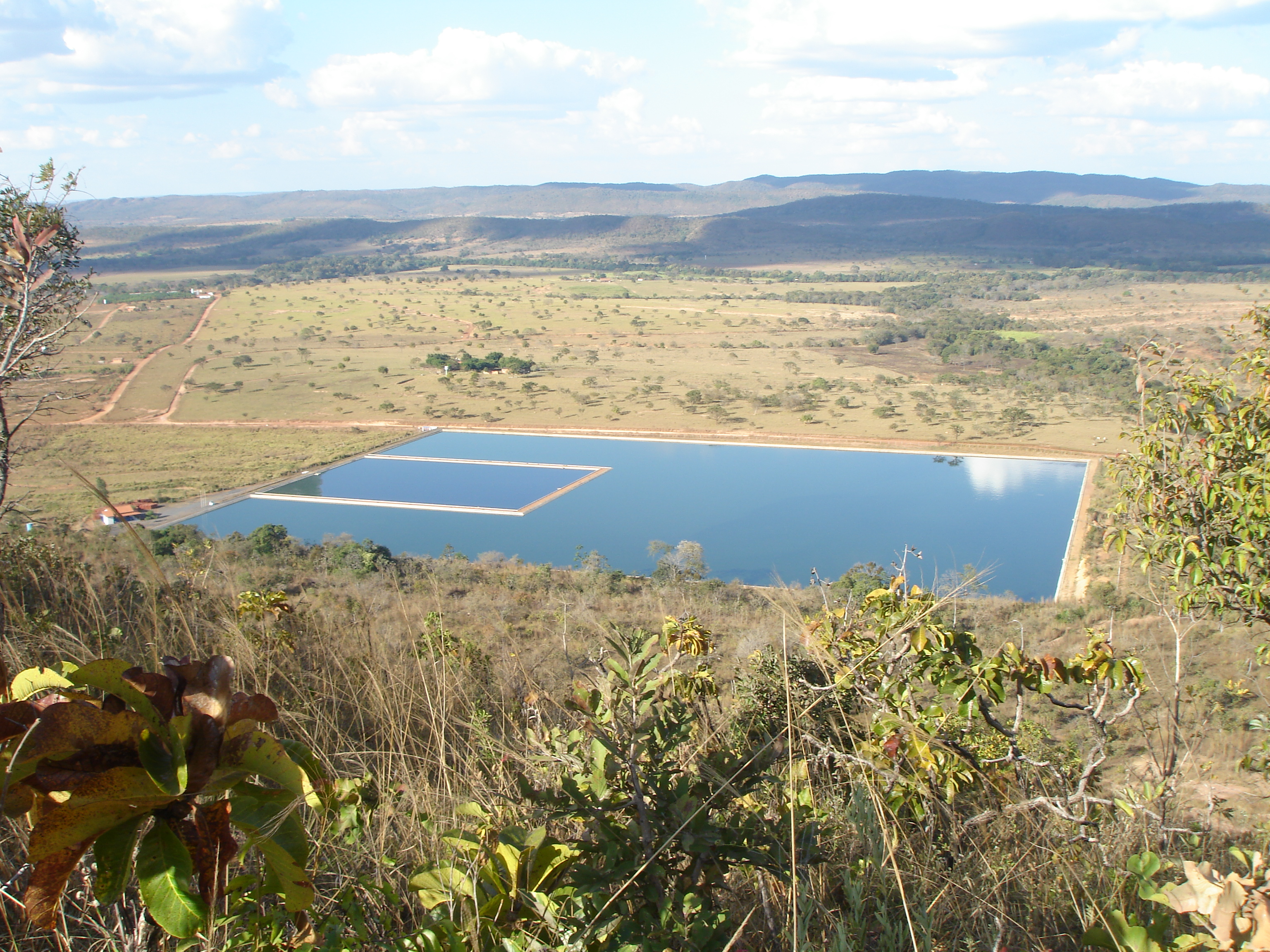
Estação de tratamento de esgoto de Unaí, Minas Gerais

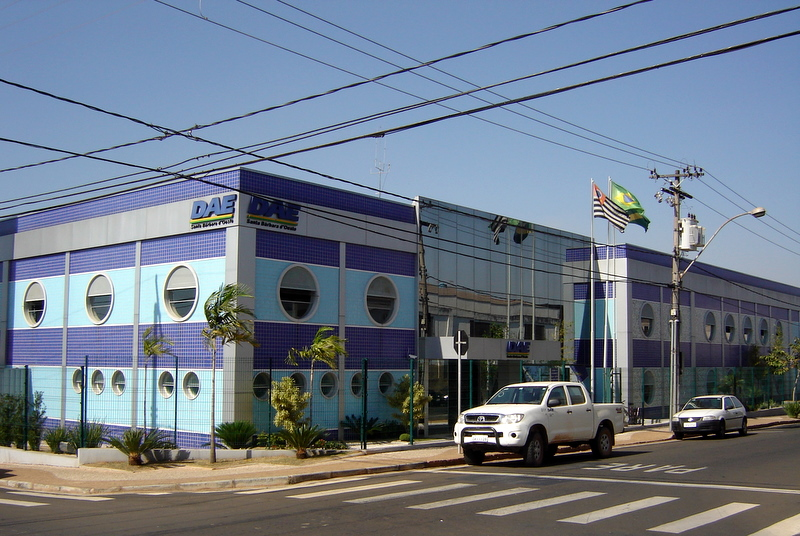
Sede do Departamento de Água e Esgoto (DAE) do município de Santa Bárbara d'Oeste, São Paulo.

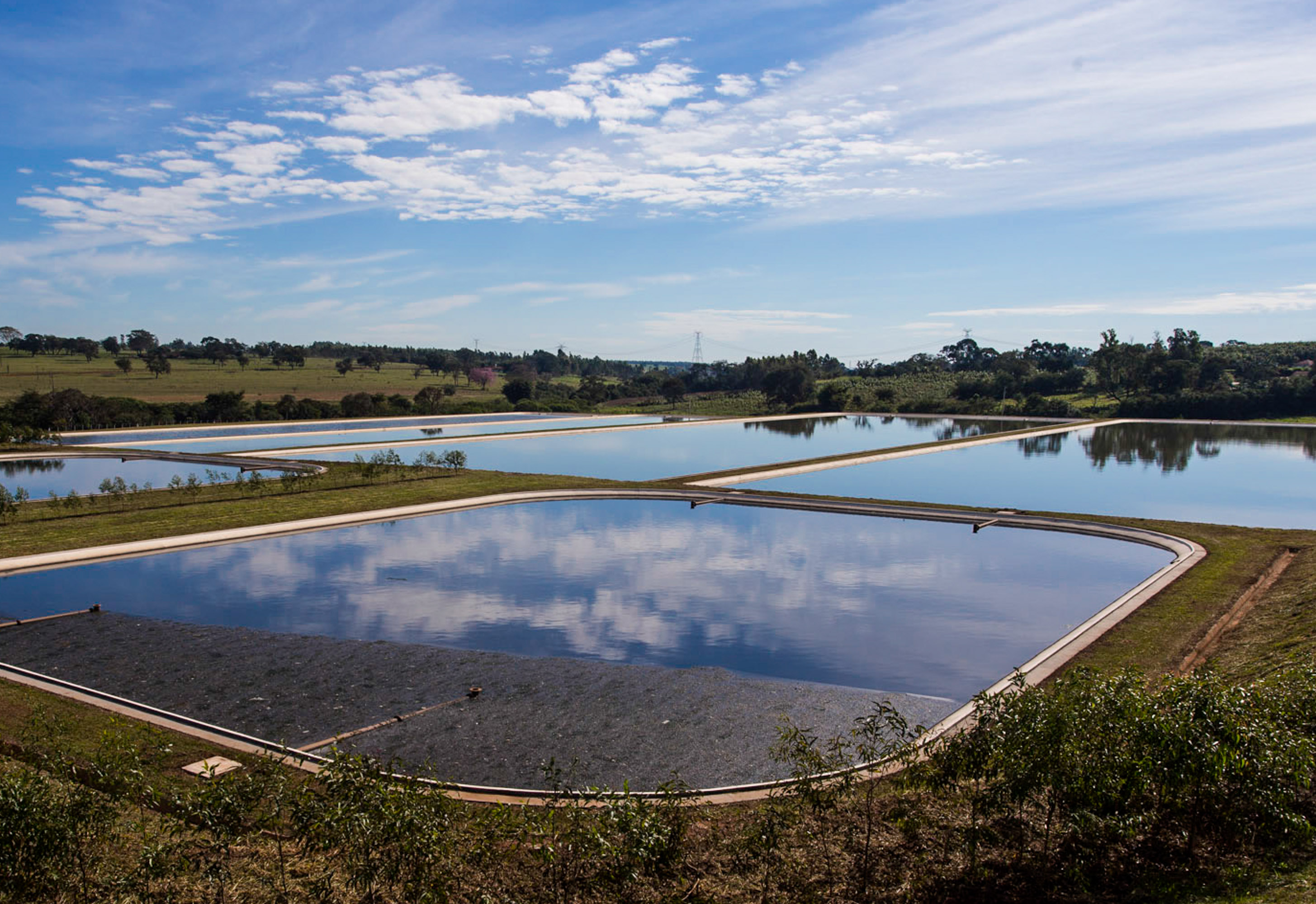
Sistema de Esgotamento Sanitário em Valentim Gentil, São Paulo

No Brasil há 60 agências infranacionais atuando no setor de saneamento, sendo 25 estaduais, uma distrital, 28 municipais e seis intermunicipais, com a abrangência dessas entidades, aproximadamente 65% dos municípios brasileiros estão vinculados à essas agências.

### Provisão de serviços
De acordo com a Constituição brasileira, a provisão dos serviços de água e saneamento é a responsabilidade dos 5.564 municípios do país. Porém, companhias de água e saneamento nos 26 estados brasileiros (veja estados brasileiros) estão encarregadas de prover serviços de água em 4.000 municípios e esgoto em 1.000 municípios. As companhias estaduais foram criadas a partir de 1971 como parte do Plano Nacional de Água e Saneamento (PLANASA), substituindo o modelo antigo de provisão que era puramente municipal. Enquanto algumas estatais operam contratos concessionários com os municípios, existem outros casos onde os municípios desafiaram a legalidade da provisão de serviço pelas companhias do estado.
Provedores de serviços municipais estão associados na Associação Nacional dos Serviços Municipais de Saneamento (ASSEMAE). Companhias de água e saneamento nos estados formaram Associação das Empresas de Saneamento Básico Estaduais (AESBE).
Todos provedores estatais e a maioria de provedores de serviços municipais no Brasil são públicos. Porém, desde 1996, 65 municípios em 10 estados (Rio de Janeiro, São Paulo, Paraná, Espírito Santo, Mato Grosso e Pará entre outros) servindo 7 milhões de consumidores fecharam acordos concessionários com provedores privados de serviços para a provisão de água, saneamento, ou de ambos. Em 1996, provedores privados formaram a Associação Brasileira das Concessionárias Privadas de Serviços
Públicos de Água e Esgoto (ABCON). Atualmente um levantamento multi-stakeholder dos sucessos alcançados por tais concessões está sendo feito.
Ao nível nacional, o Ministério das Cidades coordena as políticas setoriais implementadas por vários Ministérios. Por exemplo, o Ministério da Saúde tem certas atribuições relacionadas ao saneamento enquanto o Ministério de Desenvolvimento Regional, o Ministério de Agricultura, e o Ministério de Reforma Agrária têm atribuições nas áreas rurais. A administração de recursos hídricos é a responsabilidade da Agência Nacional de Água (ANA).
Um dos indicadores da eficiência da provisão de serviços é a cota de água que não é cobrada ao consumidor, por falhas técnicas, perda ou burla, NON-REVENUE (NRW). NRW no Brasil varia entre 21% e um impressionante 81%, refletindo grandes diferenças na eficiência alcançada por distintos provedores de serviços.

### Tarifas
As tarifas sobre água e esgoto em várias cidades brasileiras são relativamente altas comparados com a média latino-americana. De acordo com um estudo feito em 2005 pela Associação Latino-americana de reguladores de água e saneamento (ADERASA), a conta de água residencial típica para o consumo de 20 metros cúbicos mensais foi equivalente a US$17 em São Paulo, US$15 no Espírito Santo, e US$10 em Pernambuco, comparada com a média de US$11 entre as outras 21 cidades latino-americanas estudadas.

## Investimentos
O total investido em água e saneamento em 2005 por provedores de serviço participando do Sistema Nacional de Informações sobre Saneamento (SNIS) foi de R$3,55 bilhões, incluindo R$1,53 bilhão para água e R$1,35 bilhão para saneamento e R$0.67 bilhão em outras áreas.
No ano de 2021, o Brasil registrou recorde de investimento em saneamento básico: 17,3 bilhões de reais (em média, 45% foi investido em abastecimento de água e 42,5% em esgotamento sanitário). A maior parte do dinheiro investido é proveniente dos prestadores de serviços de água e esgoto – companhias estaduais ou empresas privadas – e uma pequena parcela compete ao poder público.

## Financiamento
A maior fonte de recursos em 2004 foi o autofinanciamento das próprias companhias de água e saneamento, de onde vieram R$1,82 bilhão ou 51% de todo o financiamento. Dentro dos parâmetros latino-americanos, este nível é muito alto. Entretanto, este quadro não reflete o poder financeiro das empresas, e sim um sintoma de declínio global de investimentos.
A Caixa Econômica Federal desempenha um papel importante no fornecimento de crédito para a execução de investimentos em água e saneamento no Brasil. Para pequenas cidades e áreas rurais, uma importante fonte de financiamento é a FUNASA, que faz parte da estrutura do Ministério da Saúde e investiu R$890 milhões em 3.500 municípios beneficiando 11,43 milhões de pessoas entre 1995 e 1999.

## Desenvolvimentos recentes
Em janeiro de 2007, o Presidente Luiz Inácio Lula da Silva assinou uma nova lei federal de água e saneamento (Lei 11.445/07 para o saneamento básico) que traça novas políticas setoriais. A lei tem como alvo o aumento de investimentos destinados ao aumento de acesso universal de água e saneamento, e leva em consideração as especificidades locais e o uso de tecnologias apropriadas que estejam em linha com a capacidade de pagamento do usuário. A lei também tem como meta aumentar a transparência e o “controle social” e estabelece um acordo entre os interesses divergentes de um grupo diverso de stakeholders. Assim, a lei deixa alguns temas indefinidos. Um destes temas seria a responsabilidade pela provisão de serviços nos grandes centros metropolitanos, uma área que alguns municípios desafiaram a constitucionalidade da provisão de serviços das companhias estaduais. O Supremo Tribunal Federal está neste momento trabalhando em dois casos parecidos. Não obstante, a lei preenche um espaço ao prover a base legal para o papel do governo federal em água e saneamento, papel este que esteve indefinido durante os últimos 20 anos.
No mesmo mês, o Presidente anunciou o novo Programa de Aceleração de Crescimento (PAC), que inclui investimentos significativos em diversas áreas, inclusive na provisão de habitação e água e saneamento.
A aplicação de recursos por meio do governo federal para extensão do fornecimento é limitada pela sintonia com as Câmaras Municipais, pois somente cerca de uma centena municípios entre os mais de 5,5 mil do País, dispõem de planos aprovados.
Em junho de 2019, aprovou-se no Senado Federal a PL 3.261/2019, proposta pelo senador Tasso Jereissati, que estabelece um novo marco regulatório de saneamento básico e busca incentivar a concorrência entre empresas públicas e privadas para cidades sem nenhum serviço de saneamento, cabendo à Agência Nacional de Águas (ANA) a regulamentação dos novos arranjos. Pauta do Ministério do Desenvolvimento Regional, a proposta e aprovação do projeto decorre da MP 868/2018, ainda do governo de Michel Temer, que perdeu a validade de votação no dia três de junho. A nova PL segue para votação na Câmara dos Deputados. Ainda assim, os municípios que já tiverem serviço contratado por empresas públicas poderão valer seus contratos por até 30 anos. O objetivo do Plano Nacional de Saneamento Básico é universalizar o acesso ao esgoto tratado até 2033, com uma estimativa de gasto de R$ 700 bilhões. Para os favoráveis a proposta, a medida tende a contemplar as pessoas que não têm acesso à serviço de saneamento básico de qualidade, enquanto que para àqueles que são contrários ao projeto existe a possibilidade de pequenas cidades serem deixadas de lado frente a maior margem de lucro adquirido pelas empresas privadas nos grandes centros urbanos.

## Doenças causadas pela falta de saneamento básico
A insuficiência dos serviços de saneamento, a aglomeração humana em determinadas áreas e a habitação inadequada colaboram para o surgimento das chamadas Doenças Relacionadas ao Saneamento Ambiental Inadequado (DRSAI), que têm relação direta com o ambiente degradado.
A Organização Mundial da Saúde estima que anualmente 15 mil pessoas morram e 350 mil sejam internadas no Brasil devido a doenças ligadas à precariedade do saneamento básico, as regiões Norte e Nordeste são as mais afetadas.
Um levantamento do Instituto Trata Brasil apontou ainda que, em 2019, mais de 2,3 mil pessoas morreram por não terem acesso à água tratada. A falta de saneamento básico sobrecarregou o sistema de saúde com 273.403 internações por doenças de veiculação hídrica em 2019, um aumento de 30 mil hospitalizações na comparação com ano anterior, além de 2.734 mortes. A incidência de internações foi de 13,01 casos por 10 mil habitantes, o que gerou gastos de R$ 108 milhões ao país naquele ano.
| Categoria                                          | Doenças |
| -------------------------------------------------- | --- |

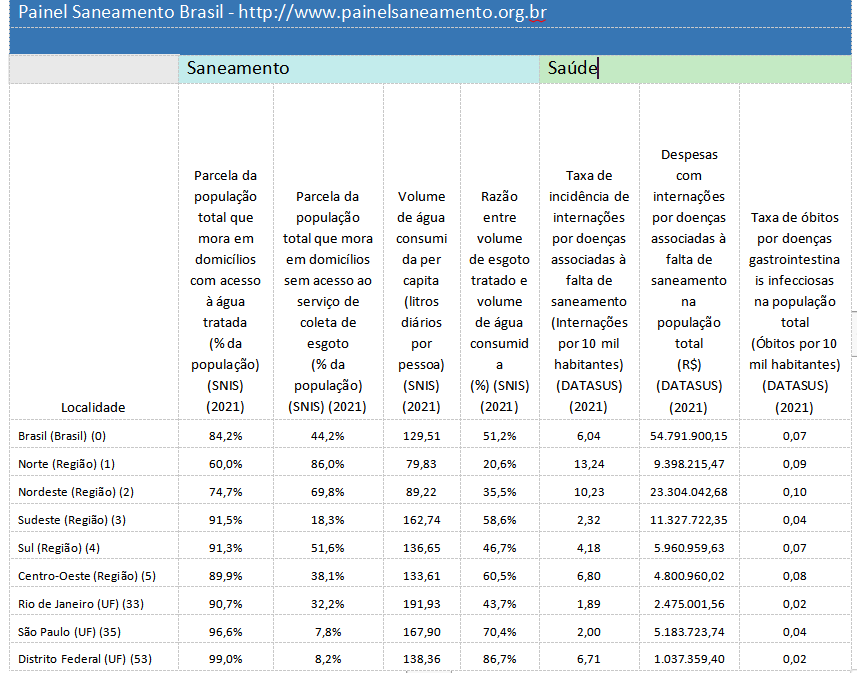
Tabela de Saneamento a partir das regiões/localidades do Brasil do ano de 2021

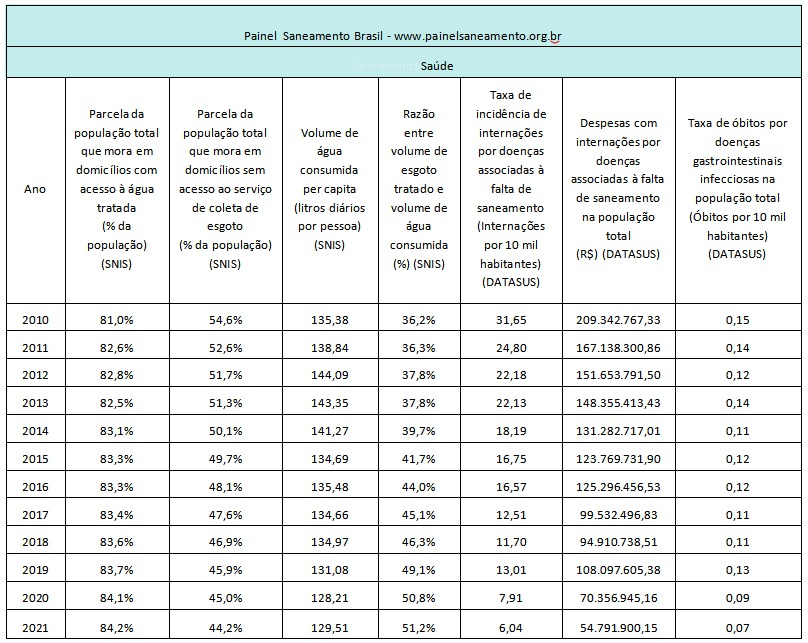
Tabela referente ao painel de saneamento da população que teve acesso ao saneamento domiciliar, entre os anos de 2010 a 2021

| Doenças de transmissão feco-oral                   | - Diarreias - Cólera - Salmonelose - Shigelose - Outras infecções intestinais bacterianas, Escherichia coli, Campilobacter ssp., Yersinia enterocolitica, Clostridium difficile, outras e as não especificadas (NE) - Amebíase - Outras doenças intestinais por protozoários (Balantidíase, Giardíase, Criptosporidíase) - Isosporíase, outras e as NE - Doenças intestinais por vírus (enterite por rotavírus, gastroenteropatia aguda p/agente de Norwalk, enterite por adenovirus, outras enterites virais e as NE) - Febres entéricas - Febre tifóide - Febre paratifóide - Hepatite A |
| Doenças transmitidas por inseto vetor              | - Dengue - Febre Amarela - Leishmanioses - Leishmaniose tegumentar - Leishmaniose visceral - Filariose linfática - Malária - Doença de Chagas |
| Doenças transmitidas através do contato com a água | - Esquistossomose - Leptospirose |
| Doenças relacionadas com a higiene                 | - Doenças dos olhos - Tracoma - Conjuntivites - Doenças da pele - Dermatofitoses (Tinha da barba e do couro cabeludo, Tinha das unhas, Tinha da mão, Tinha dos pés, Tinha do corpo, Tinha imbricada, Tinea cruris, outras dermatofitoses e as NE) - Outras micoses superficiais (Pitiriase versicolor, Tinha negra, Piedra branca, Piedra negra, outras e as NE) |

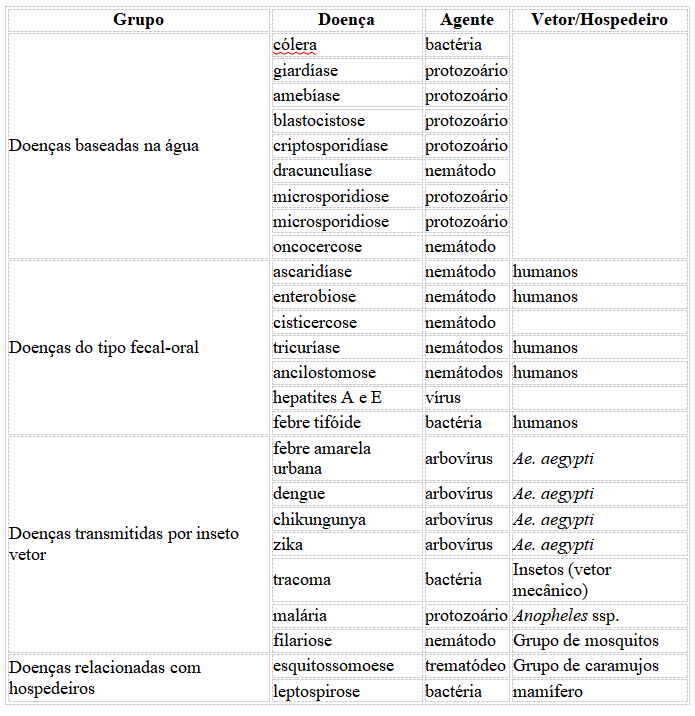
Tabela Livro - Saneamento para estudantes e profissionais de saúde pública

| Geohelmintos e teníases                            | - Helmintíases - Equinococose - Ancilostomíase - Ascaridíase - Estrongiloidíase - Tricuríase - Enterobíase - Teníases - Teníase - Cisticercose |

## Críticas às privatizações no setor
Os resultados de estudos apontam que embora as pesquisas indiquem a superioridade da gestão privada sobre a pública no quesito desempenho financeiro, os problemas no setor são comuns aos dois tipos de gestão. A literatura aponta que "A privatização dos serviços de saneamento pode gerar problemas sociais graves, logo, não deve ser encarada como a única saída para os entraves do setor haja vista que a solução das falhas na regulação, na qualidade dos contratos, na transparência e na fixação das tarifas possivelmente fomentaria a elevação dos níveis de qualidade dos serviços, mesmo sob gestão estatal."